# Chouji (köping i Kina)
Chouji (kinesiska: 仇集, 仇集镇) är en köping i Kina. Den ligger i provinsen Jiangsu, i den östra delen av landet, omkring 97 kilometer nordväst om provinshuvudstaden Nanjing. Antalet invånare är 20602. Befolkningen består av 10 383 kvinnor och 10 219 män. Barn under 15 år utgör 17,0 %, vuxna 15-64 år 68 %, och äldre över 65 år 14,0 %.
Genomsnittlig årsnederbörd är 1 211 millimeter. Den regnigaste månaden är juli, med i genomsnitt 243 mm nederbörd, och den torraste är december, med 27 mm nederbörd.